# Modius (Einheit)

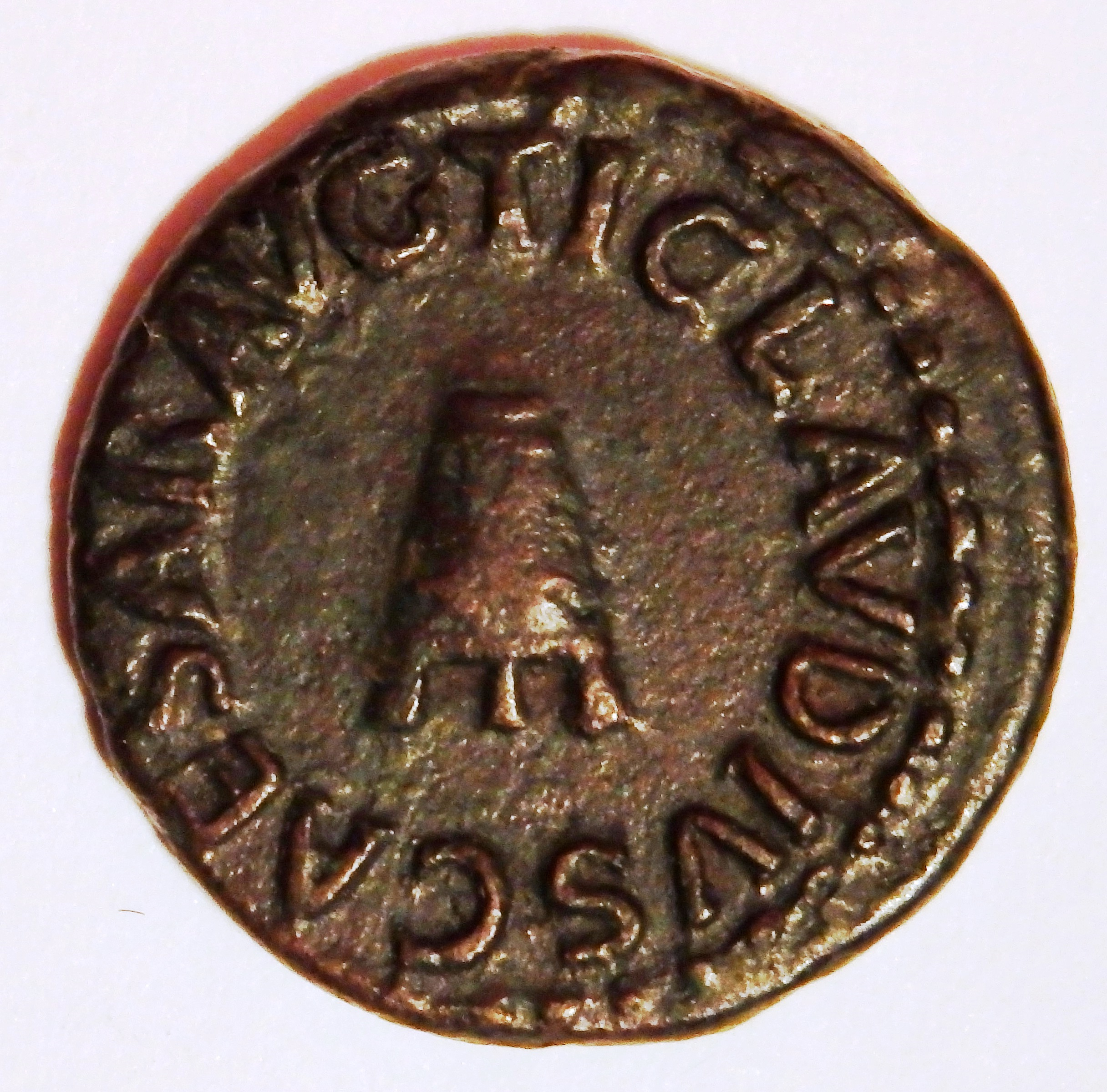
Modius auf römischer Bronzemünze (Quadrans) zur Zeit des Kaisers Claudius

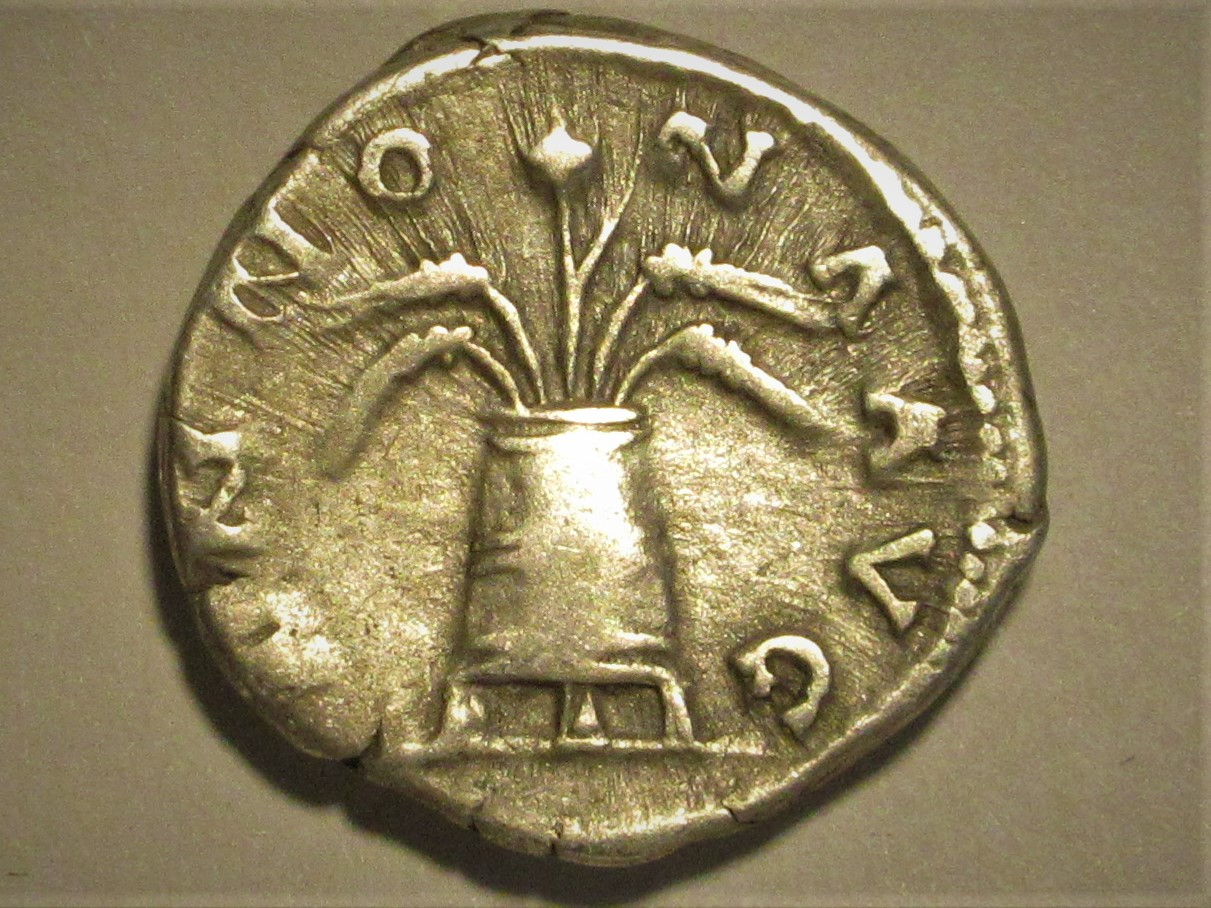
Modius mit Getreideähren und Mohnkapsel, ANNONA AVG, auf Denar des Hadrian

Modius war ein römisches Volumenmaß, das bereits in der Bibel im Gleichnis vom Licht unter dem Scheffel (Mt 5,14–15 ; Mk 4,21–25 ; Lk 8,16–18 ) erwähnt wird. Es entsprach der Metze. Bei trockenen Waren, dafür war es gedacht, hieß das Maß ⅓ Amphora.
- 1 Modius = 16 Sextarien = etwa 8,7 Liter
- 1 Modius = ⅓ Amphora (röm.)

Die Maßkette war
- 1 Modius = 16 Sextarien = 32 Hemina = 64 Quartarius = 128 Acetabulum = 192 Cyathus[1]

Der Modius war ein häufig für die Annonamünzprägungen verwendetes Motiv. Die Kaiser prägten diese Münzen um auf ihre Leistungen für die  Getreideversorgung der Stadt Rom durch die Sicherstellung von Lieferungen aus den Provinzen hinzuweisen.